# Midway North, Texas
Midway North là một nơi ấn định cho điều tra dân số (CDP) thuộc quận Hidalgo, tiểu bang Texas, Hoa Kỳ. Năm 2010, dân số của nơi này là 4752 người.

## Dân số
- Dân số năm 2000: 3946 người.
- Dân số năm 2010: 4752 người.